# Portals Nous
Portals Nous – miejscowość w Hiszpanii, na Balearach, na Majorce, w comarce Serra de Tramuntana, w gminie Calvià.
Według danych INE z 2005 roku miejscowość zamieszkiwało 2395 osób. Numer kierunkowy to +34.